# Krzanowice
Krzanowice este un oraș în Polonia.